# Jitka Švandrlíková
Jitka Švandrlíková (* 10. října 1971 Kladno) je česká spisovatelka a básnířka.

## Život
Narodila se v Kladně. Po základní škole vystudovala střední zdravotnickou školu v Mostě. V letech 1989—1992 pracovala jako zdravotní sestra v Ústřední vojenské nemocnici. Má dvě děti, Zdeňku Novákovou (* 1994) a Přemysla Švandrlíka (* 2004).
Několik knih spolu se svými dětmi věnovala nemocným dětem i dospělým.

## Dílo
- Sen života
- Opravdový příběh
- Sen života - Pavučiny osudu. V příbězích je vystižen osud několika obyčejných lidí. V prvním díle jde o náhodné setkání po několika letech Kristýny a Kristiána, mladých lidí, kteří zjišťují, že jejich láska jim zůstala. V druhém díle je vystižen osud Kristýniny maminky a obyčejných lidí kolem. V obou dílech knihy hraje významnou roli Kristiánův pes Šuplík. Autorce byl inspirací pro Šuplíka její pes Rex, černý holandský ovčák. Do knih použila i jeho fotografie.
- Básničky do malé kapsičky, tuto knihu napsala spolu se svým synem, kterému v době vydání bylo 11 let a který je autorem některých básní; knihu ilustrovala spisovatelka spolu se svou dcerou Zdeňkou Novákovou.
- Ve jménu moci, je příběh obyčejné české rodiny, kterou si zvolil kriminalista jako obětní beránky pro zamaskování vraždy.
- Od ledna 2017 vychází v bezplatném kladenském měsíčníku Kamelot na pokračování její detektivní příběhy V ulicích staré Anglie[3]
- Čarokrásný svět je poezie pro dospívající a dospělé od 11-12 let. Některé básně psal také syn.

Zvláštností je, že knihy Sen života jsou záměrně tištěné větším písmem. Jak autorka sama zmiňuje proto, aby je mohli číst i lidé se zrakovým postižením. Říká: "Já sama na čtení potřebuju 1 a půl dioptrie, a i tak běžné písmo nepřečtu. Záleží mi na tom, aby si alespoň některé knihy mohli přečíst i lidé, kteří špatně vidí."[zdroj?]